# والتر جاكسون (مغني)
والتر جاكسون (بالإنجليزية: Walter Jackson)‏ هو مغني أمريكي، ولد في 19 مارس 1938 في بينساكولا في الولايات المتحدة، وتوفي في 20 يونيو 1983 في شيكاغو في الولايات المتحدة.

## وصلات خارجية
- والتر جاكسون على موقع ميوزك برينز (الإنجليزية)
- والتر جاكسون على موقع ديسكوغز (الإنجليزية)